# 20 kilomètres marche masculin aux Jeux olympiques d'été de 1996
Navigation
Barcelone 1992 Sydney 2000
L'épreuve du 20 kilomètres marche masculin aux Jeux olympiques de 1996 s'est déroulée le 26 juillet 1996 dans les rues d'Atlanta, aux États-Unis avec une arrivée au Centennial Olympic Stadium. Elle est remportée par l'Équatorien Jefferson Pérez.

## Résultats

### Finale
| Rang               | Athlète                | Pays             | Temps           | Notes |
| ------------------ | ---------------------- | ---------------- | --------------- | ----- |
| Médaille d'or      | Jefferson Pérez        | Équateur         | 1 h 20 min 07 s |       |
| Médaille d'argent  | Ilya Markov            | Russie           | 1 h 20 min 16 s |       |
| Médaille de bronze | Bernardo Segura        | Mexique          | 1 h 20 min 23 s |       |
| 4                  | Nick A'Hern            | Australie        | 1 h 20 min 31 s |       |
| 5                  | Rishat Shafikov        | Russie           | 1 h 20 min 41 s |       |
| 6                  | Aigars Fadejevs        | Lettonie         | 1 h 20 min 47 s |       |
| 7                  | Mikhail Shchennikov    | Russie           | 1 h 21 min 09 s |       |
| 8                  | Robert Korzeniowski    | Pologne          | 1 h 21 min 13 s |       |
| 9                  | Yevgeniy Misyulya      | Biélorussie      | 1 h 21 min 16 s |       |
| 10                 | Thierry Toutain        | France           | 1 h 21 min 56 s |       |
| 11                 | Daniel Plaza           | Espagne          | 1 h 22 min 05 s |       |
| 12                 | Mikhail Khmelnitskiy   | Biélorussie      | 1 h 22 min 17 s |       |
| 13                 | Sándor Urbanik         | Hongrie          | 1 h 22 min 18 s |       |
| 14                 | Denis Langlois         | France           | 1 h 23 min 08 s |       |
| 15                 | Nischan Daimer         | Allemagne        | 1 h 23 min 23 s |       |
| 16                 | Giovanni Perricelli    | Italie           | 1 h 23 min 41 s |       |
| 17                 | Robert Ihly            | Allemagne        | 1 h 23 min 47 s |       |
| 18                 | Valeriy Borisov        | Kazakhstan       | 1 h 23 min 52 s |       |
| 19                 | Daniel García          | Mexique          | 1 h 24 min 10 s |       |
| 20                 | Valentí Massana        | Espagne          | 1 h 24 min 14 s |       |
| 21                 | Yu Guohui              | Chine            | 1 h 24 min 30 s |       |
| 22                 | Daisuke Ikeshima       | Japon            | 1 h 24 min 54 s |       |
| 23                 | David Kimutai          | Kenya            | 1 h 25 min 01 s |       |
| 24                 | Andreas Erm            | Allemagne        | 1 h 25 min 08 s |       |
| 25                 | Jiří Malysa            | Tchéquie         | 1 h 25 min 13 s |       |
| 26                 | Sérgio Galdino         | Brésil           | 1 h 25 min 14 s |       |
| 27                 | Giovanni De Benedictis | Italie           | 1 h 25 min 22 s |       |
| 28                 | Li Zewen               | Chine            | 1 h 25 min 28 s |       |
| 29                 | Claus Jørgensen        | Danemark         | 1 h 25 min 28 s |       |
| 30                 | Jan Staaf              | Suède            | 1 h 25 min 30 s |       |
| 31                 | José Urbano            | Portugal         | 1 h 25 min 32 s |       |
| 32                 | Scott Nelson           | Nouvelle-Zélande | 1 h 25 min 50 s |       |
| 33                 | Hatem Ghoula           | Tunisie          | 1 h 25 min 52 s |       |
| 34                 | Michele Didoni         | Italie           | 1 h 26 min 02 s |       |
| 35                 | Jean-Olivier Brosseau  | France           | 1 h 26 min 29 s |       |
| 36                 | Martin St. Pierre      | Canada           | 1 h 26 min 37 s |       |
| 37                 | Mohieddine Beni Daoud  | Tunisie          | 1 h 27 min 15 s |       |
| 38                 | Róbert Valíček         | Slovaquie        | 1 h 27 min 27 s |       |
| 39                 | Fernando Vázquez       | Espagne          | 1 h 27 min 25 s |       |
| 40                 | Justus Kavulanya       | Kenya            | 1 h 27 min 49 s |       |
| 41                 | Fedosei Ciumacenco     | Moldavie         | 1 h 27 min 57 s |       |
| 42                 | Arturo Huerta          | Canada           | 1 h 28 min 23 s |       |
| 43                 | Luis Fernando García   | Guatemala        | 1 h 28 min 28 s |       |
| 44                 | Valdas Kazlauskas      | Lituanie         | 1 h 28 min 33 s |       |
| 45                 | Costică Bălan          | Roumanie         | 1 h 28 min 36 s |       |
| 46                 | Pavol Blažek           | Slovaquie        | 1 h 29 min 41 s |       |
| 47                 | Dion Russell           | Australie        | 1 h 30 min 04 s |       |
| 48                 | Tomáš Kratochvíl       | Tchéquie         | 1 h 30 min 11 s |       |
| 49                 | Claudio Bertolino      | Brésil           | 1 h 31 min 04 s |       |
| 50                 | Curt Clausen           | États-Unis       | 1 h 31 min 30 s |       |
| 51                 | Jimmy McDonald         | Irlande          | 1 h 32 min 11 s |       |
| 52                 | Hubert Sonnek          | Tchéquie         | 1 h 32 min 42 s |       |
| 53                 | Myint Htay             | Birmanie         | 1 h 42 min 28 s |       |
| —                  | Héctor Moreno          | Colombie         | DNF             |       |
| —                  | Igor Kollár            | Slovaquie        | DQ              |       |
| —                  | Li Mingcai             | Chine            | DQ              |       |
| —                  | Julio René Martínez    | Guatemala        | DQ              |       |
| —                  | Roberto Oscal          | Guatemala        | DQ              |       |
| —                  | Miguel Rodríguez       | Mexique          | DQ              |       |
| —                  | Julius Sawe            | Kenya            | DQ              |       |
| —                  | Moussa Aouanouk        | Algérie          | DNS             |       |

## Légende
Records et Performances
- AR : Record continental (area record)
- CR : Record des championnats (championship record)
- MR : Record du meeting (meet record)
- NR : Record national (national record)
- OR : Record olympique (olympic record)
- PR : Record paralympique (paralympic record)
- PB : Record personnel (personal best)
- SB : Meilleure performance personnelle de la saison (season's best)
- WL : Meilleure performance mondiale de l'année (world leader)
- WJR : Record du monde junior (world junior record)
- WR : Record du monde (world record)

Circonstances et Conditions
- DNF : N'a pas terminé (did not finish)
- DNS : N'a pas pris le départ (did not start)
- DQ : Disqualification (disqualification)
- NM : Aucun essai valable enregistré (No Mark)
- Q : Qualifié « directement » au prochain tour (ou à la prochaine compétition), lors d'une compétition majeure, grâce au classement ou à la réalisation des minima (automatic qualifier)
- q : Qualifié au prochain tour (ou à la prochaine compétition), lors d'une compétition majeure, grâce au repêchage ou à la réalisation de l'une des meilleures performances parmi celles des « non qualifiés directement » (grâce au meilleur temps ou à la meilleure distance par exemple) (secondary qualifier)